# 烏爾里希 (梅克倫堡-居斯特羅)
烏爾里希（德語：Ulrich zu Mecklenburg-Güstrow，1527年3月5日—1603年3月14日），梅克倫堡-居斯特羅公爵，阿爾布雷希特七世的次子。

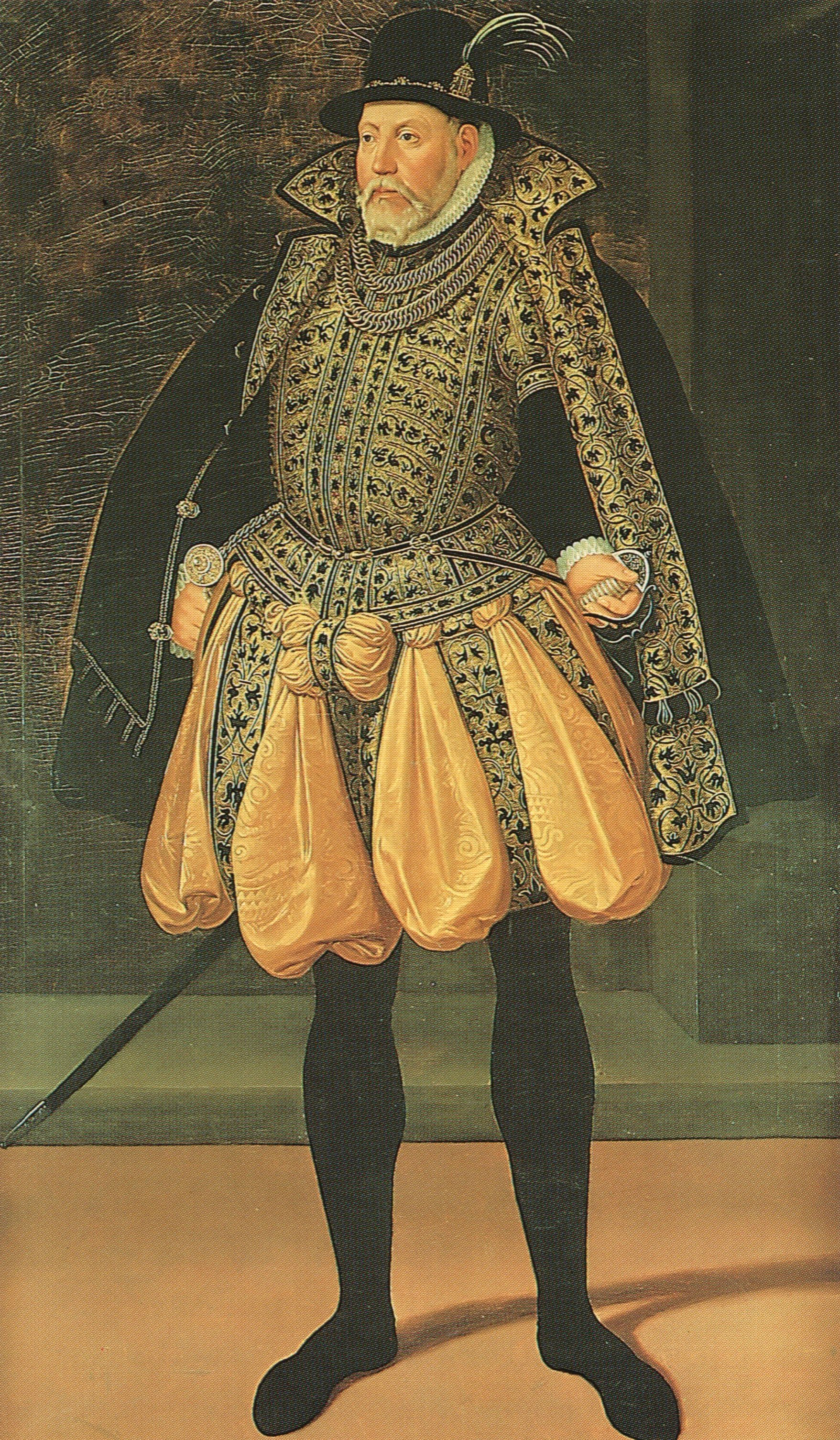

1555年，烏爾里希與兄長約翰·阿爾布雷希特一世就領地繼承權達成協議，烏爾里希成為居斯特羅公爵。當他的姪子約翰七世自殺後，烏爾里希與弟弟卡爾一世，擔任兩個年幼姪孫阿道夫·腓特烈一世與約翰·阿爾布雷希特二世的攝政。他娶了堂兄馬格努斯三世的遺孀丹麥的伊莉莎白，兩人有一個女兒索菲，後來的丹麥王后。